# CSS 애니메이션

클릭하면 인터랙티브 SVG를 볼 수 있다.

CSS 애니메이션(CSS animations)은 CSS(Cascading Style Sheets)를 사용하여 HTML 문서 요소의 애니메이션을 허용하는 CSS용으로 제안된 모듈이다.

## 역사
의사 클래스 :hover는 수년 동안 초보적인 애니메이션을 생성하는 데 사용되었지만 애니메이션 영역으로의 CSS 확장은 2000년대 후반까지 미미했다. 이미 2007년에 웹킷은 CSS 애니메이션, 전환 및 변형을 웹킷의 기능으로 포함하겠다고 발표했다. 또한 2009년 2월 CSS를 통해 암시적 애니메이션과 명시적 애니메이션을 모두 구현한다고 발표했다. CSS 애니메이션은 W3C(World Wide Web Consortium)에서 관리하는 현재 초안 사양인 CSS3의 기능으로도 제시되었다.

## 같이 보기
- 플래시 애니메이션